# Assiout
Pour les articles homonymes, voir Gouvernorat d'Assiout et ATZ.
Assiout (en arabe : أسيوط ʾAsyūṭ), ancienne Lycopolis ou Lykopolis ou Lyco ou Lycos en grec, Syowt (ⲥⲓⲟⲟⲩⲧ) en copte, est une ville importante de Haute-Égypte sur la rive occidentale du Nil.
Elle se situe à 250 km au nord de Thèbes, à mi-chemin entre Le Caire et Louxor (environ 320 km au sud du Caire et 250 km au nord de Louxor). C'est aujourd'hui une ville de plus de 400 000 habitants La ville moderne, capitale d'un gouvernorat, est aussi le siège d'une université.
Assiout possède un aéroport (code AITA : ATZ).

## Histoire
| O34 · G39 | G43 | X1 · O49 |

| O34 · G39 | G43 | X1 · O49 |

| O34 · G39 | G43 | X1 · O49 |

| O34 · G39 | G43 | X1 · O49 |

| O34 · G39 | G43 | X1 · Z4 | O49 · X1 |

| O34 · G39 | G43 | X1 · Z4 | O49 · X1 |

| O34 · G39 | G43 | X1 · Z4 | O49 · X1 |

| O34 · G39 | G43 | X1 · Z4 | O49 · X1 |

Son nom en égyptien ancien était Saouty (ou Zawty ou Siâout ou Saout « la protégée »). Assiout était anciennement appelée Lycopolis par les Grecs, en référence au dieu qui y était honoré, Oupouaout, représenté sous la forme d'un canidé génétiquement apparenté au loup gris (canis lupus),. Il a été découvert, à Lycopolis, un cimetière de chiens et autres canidé, ainsi que la tombe de Salakhana qui comportait plus de 600 stèles votives représentant Oupouaout entre autres.

De sa situation au centre d’une vaste plaine très fertile, elle était le point de départ des routes de caravanes conduisant aux oasis. Aujourd'hui encore, grâce au barrage sur le Nil, elle est un point de passage. On peut voir au musée du Louvre une statue en bois d'acacia d'Hapidjéfaï (XIIe dynastie), gouverneur de la province d'Assiout pendant le règne de Sésostris Ier. Elle provient probablement de son tombeau à Assiout et est la plus grande statue d'un particulier de tout l'art égyptien. Le musée Saint-Raymond de Toulouse conserve deux statues en bois provenant d'Assiout acquis par l'achat de la collection de Charles Palanque. 

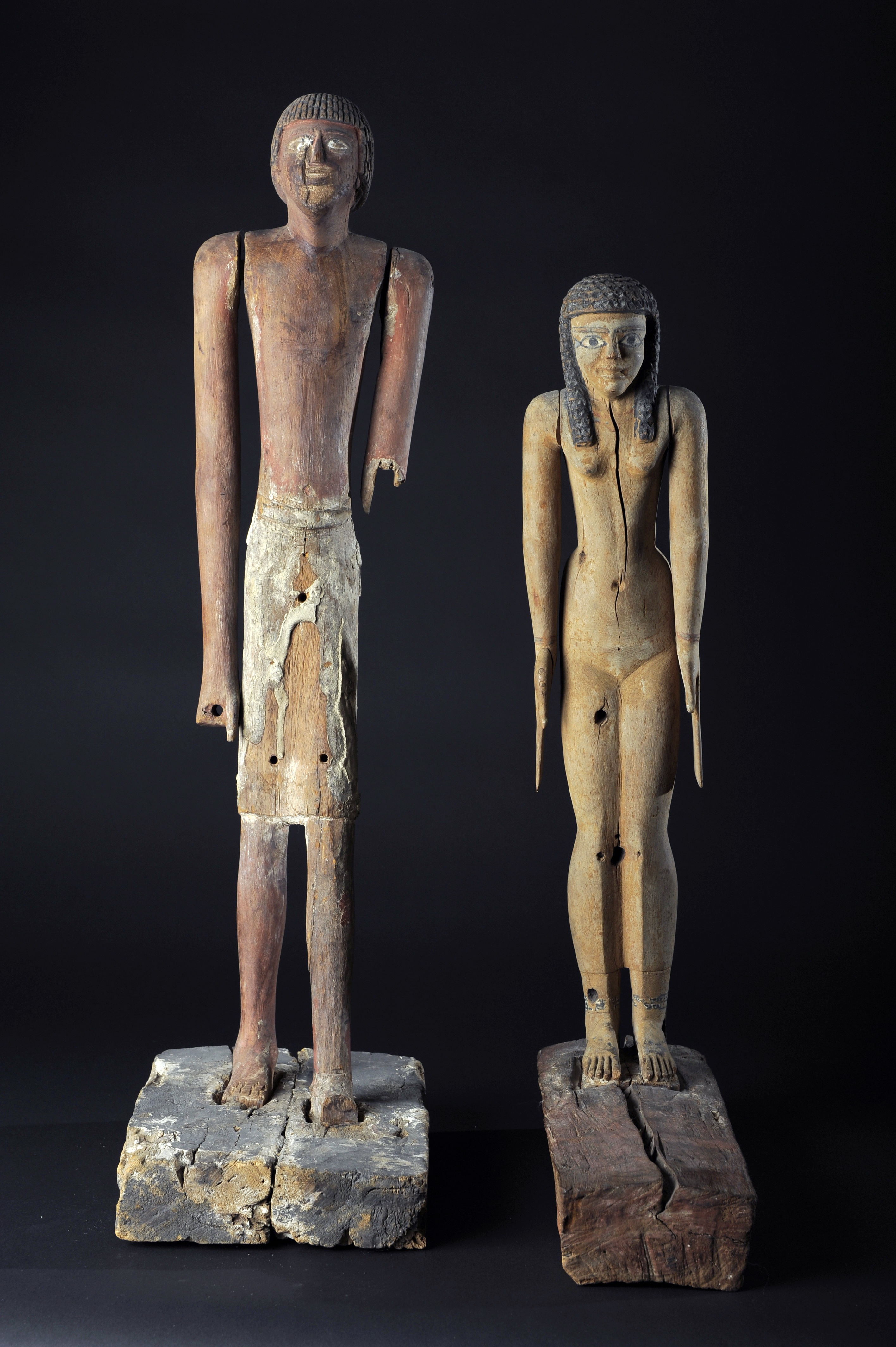
Substituts d'homme et de femme conservés au musée Saint-Raymond de Toulouse

La nécropole de la ville antique, composée de grottes funéraires, est sur les collines occidentales. Sous l'ère chrétienne, en 394 (ou 395 selon les sources), Saint Jean de Lycopolis y est exécuté en martyr par le glaive sous Maximien.
La Vierge Marie serait apparue à Assiout le 17 août 2000. Elle fut reconnue comme une mariophanie officielle par l'église copte orthodoxe et fut rappelée à Deir el-Muharraq, monastère de la Vierge Marie.

## Mythologie
Pour les anciens Égyptiens, Oupouaout est le protecteur de cette ville (voir les dieux égyptiens). Lycopolis signifie en grec « ville du loup ». Il y aurait eu un temple dédié à Oupouaout et également à partir du Moyen Empire, un temple dédié à Anubis. Anubis y serait « seigneur de Ro-Qereret », ce qui signifie qu'il est le seigneur de la nécropole de Lycopolis.

## Personnalités liées à la ville
- Plotin, philosophe gréco-romain du IIIe siècle.
- Alexandre de Lycopolis, philosophe néo-platonicien du IIIe siècle.
- Coluthos, poète grec du Ve siècle.
- Al-Suyūtī (1445-1505), savant et théologien égyptien..
- Gamal Abdel Nasser (1918-1970), second président de la République d'Égypte.
- Esther Fanous (1895-1990), féministe égyptienne.
- Shenouda III (1923-2012), ecclésiastique égyptien, 117e primat — pape d'Alexandrie et patriarche de toute l'Afrique et du siège de saint Marc — de l'Église copte orthodoxe de 1971 à 2012.

## Sport
La ville possède un club de football fondé en 1990, l'Assiout Petroleum.